# Stora Saltsjön, Hälsingland
Stora Saltsjön är en sjö i Bollnäs kommun i Hälsingland och ingår i Testeboåns huvudavrinningsområde.